# Harbord, New South Wales
Harbord este o suburbie în Sydney, Australia.